# سلاك
سلاك هي منصة اتصالات للأعمال والشركات مسجلة الملكية طورتها شركة البرمجيات الأمريكية Slack Technologies. يوفر سلاك العديد من ميزات نمط بروتوكول الدردشة عبر الإنترنت، بما في ذلك غرف الدردشة الثابتة (القنوات) المنظمة حسب الموضوع والمجموعات الخاصة والمراسلة المباشرة.

## تاريخ
بدأ سلاك كأداة داخلية لشركة Tiny Speck التابعة لشركة ستيوارت باترفيلد أثناء تطوير لعبة Glitch، وهي لعبة على الإنترنت. تم إطلاق سلاك في أغسطس 2013.
في مارس 2015، أعلن سلاك أنه قد تم اختراقه على مدار أربعة أيام في فبراير 2015، وأن بعض البيانات المرتبطة بحسابات المستخدمين قد تم اختراقها، بما في ذلك عناوين البريد الإلكتروني وأسماء المستخدمين وكلمات المرور وأرقام الهواتف ومعرفات s;hdf. ردًا على الهجمات، أضاف sb; المصادقة الثنائية إلى خدمته.
في يونيو 2019، طرحت سلاك للاكتتاب العام من خلال الطرح العام المباشر لتصل قيمتها السوقية إلى 19.5 مليار دولار أمريكي.
كان سلاك متوافقًا سابقًا مع بروتوكولات المراسلة عبر الإنترنت (IRC) وإكس إم بي بي غير المسجلة الملكية، لكن الشركة أغلقت البوابات المتوافقة في مايو 2018.
"Searchable Log of All conversation and Knowledge" والذي يعني «سجل كل المحادثات والمعرفة القابلة للبحث» هو المعكوس التاجي لسلاك (SLACK) 
في 1 يناير 2021، أعلن سلاك وسيلز فورس عن اتفاقية لـ سليز فورس للاستحواذ على سلاك بقيمة تقارب 27.7 مليار دولار.
في 4 يناير 2021، عانى سلاك من انقطاع كبير استمر عدة ساعات. من الساعة 10 صباحًا حتى 3 مساءً بتوقيت شرق الولايات المتحدة، لم يتمكن مستخدمو منطقة الشرق الزمنية من تسجيل الدخول أو إرسال الرسائل أو استقبالها أو إجراء المكالمات أو الرد عليها واستخدام اتصالات سلاك. بعد الساعة 3 مساءً، أصبحت معظم الميزات الأساسية جاهزة للعمل، باستثناء الإشعارات الفورية والبريد الإلكتروني ومكونات الأطراف الثالثة بما في ذلك جوجل كاليندر وأوتلوك.

## السمات
يوفر سلاك العديد من ميزات نمط بروتوكول الدردشة عبر الإنترنت، بما في ذلك غرف الدردشة الثابتة (القنوات) المنظمة حسب الموضوع والمجموعات الخاصة والمراسلة المباشرة. المحتوى، بما في ذلك الملفات والمحادثات والأشخاص، كل ما ذكر يمكن البحث فيه داخل سلاك. يمكن للمستخدمين إضافة أزرار الرموز التعبيرية إلى رسائلهم، والتي يمكن للمستخدمين الآخرين النقر عليها للتعبير عن ردود أفعالهم تجاه الرسائل.
تسمح خطة سلاك المجانية بالاطلاع على أحدث 10000 رسالة والبحث فيها فقط.
في 18 مارس 2020، أعادت سلاك تصميم نظامها الأساسي لتبسيط تجربة المستخدم وتخصيصها.

### الفرق
تسمح فرق سلاك للمجتمعات أو المجموعات أو الفرق بالانضمام إلى «مساحة عمل» عبر عنوان URL محدد أو دعوة مرسلة من قبل مسؤول الفريق أو مالكه. على الرغم من تطوير سلاك للتواصل المهني والتنظيمي، فقد تم اعتماده كمنصة مجتمعية، ليحل محل لوحات الرسائل أو مجموعات التواصل الاجتماعية.

### المراسلة
تسمح القنوات العامة لأعضاء الفريق بالتواصل دون استخدام البريد الإلكتروني أو الرسائل النصية الجماعية (الرسائل النصية). القنوات العامة مفتوحة للجميع في مساحة العمل.
تسمح القنوات الخاصة بإجراء محادثة خاصة بين مجموعات فرعية أصغر. يمكن استخدام هذه القنوات الخاصة لتنظيم فرق كبيرة.
تسمح الرسائل المباشرة للمستخدمين بإرسال رسائل خاصة إلى مستخدمين محددين بدلاً من مجموعة من الأشخاص. يمكن أن تتضمن الرسائل المباشرة ما يصل إلى تسعة أشخاص. بمجرد البدء، يمكن تحويل مجموعة الرسائل المباشرة إلى قناة خاصة.

### التكاملات
يتكامل سلاك مع العديد من خدمات الأطراف الثالثة ويدعم عمليات التكامل المبنية على المجتمع، بما في ذلك جوجل درايف وتريلو ودروبوكس وبوكس وهيروكو وآي بي إم بلوميكس وكراشليتكس وغيت هاب ورونسكوب وزينديسك  وزابير. في ديسمبر 2015، أطلق سلاك دليل تطبيقاتها البرمجية («التطبيق»)، والذي يتكون من أكثر من 150 عملية تكامل يمكن للمستخدمين تثبيتها.
في مارس 2018، أعلن سلاك عن شراكة مع شركة وورك داي لإدارة رأس المال المالي والبشري. يتيح هذا التكامل لعملاء وورك الوصول إلى ميزات وورك داي مباشرةً من واجهة سلاك.

### واجهة برمجة التطبيقات
يوفر سلاك واجهة برمجة تطبيقات (API) للمستخدمين لإنشاء التطبيقات وأتمتة العمليات، مثل إرسال إشعارات تلقائية بناءً على المدخلات البشرية،  إرسال التنبيهات بشروط محددة، وإنشاء بطاقات دعم داخلية تلقائيًا. لوحظت واجهة برمجة تطبيقات سلاك لتوافقها مع العديد من أنواع التطبيقات والأطر والخدمات.

## المنصات
يتوفر سلاك لتطبيقات الأجهزة المحمولة لنظامي التشغيل آي أو إس وأندرويد بالإضافة إلى متصفح الويب وسطح المكتب لنظام التشغيل ماك أو أس وويندوز (مع الإصدارات المتاحة من موقع الشركة ومن خلال متجر ويندوز)،  ولينكس (تجريبي). سلاك متاح أيضًا لـ أبل واتش، مما يسمح للمستخدمين بإرسال رسائل مباشرة، ورؤية الإشارات، وإجراء ردود بسيطة. تم عرضه على الشاشة الرئيسية لـ أبل واتش في فيديو ترويجي لعام 2015. تم تصميم Slack للعمل على نظام سوبر نينتندو إنترتينمنت سسيستم عبر ساتيلافيو.

## نموذج العمل
سلاك هو منتج فريميوم، وتتمثل ميزاته الرئيسية المدفوعة في القدرة على البحث في أكثر من 10000 رسالة مؤرشفة وإضافة تطبيقات وتكاملات غير محدودة. يدعون الدعم لعدد غير محدود من المستخدمين. عندما حاولت freeCodeCamp تحويل مجتمعها الذي يضم أكثر من 8000 مستخدم إلى Slack في عام 2015، واجهوا العديد من المشكلات الفنية ونصحهم دعم Slack بقصر قنواتهم على «ما لا يزيد عن 1000 مستخدم (من الناحية المثالية أكثر من 500)». لم يعد هذا الحد مطبقاً منذ يناير 2017
في 26 يوليو 2018، أعلنت شركة أتلاسيان عن إغلاق هيب شات وستريدي المتنافسين، اعتبارًا من 11 فبراير 2019، وبيع ملكيتهم الفكرية إلى سلاك، وتولي سلاك قواعد المستخدمين للخدمات. كما أعلنت الشركات عن التزامها بالعمل على تكامل سلاك مع خدمات أتلاسيان.
في يوليو 2020، استحوذت سلاك على شركة ريميتو، وهي شركة ناشئة تركز على بناء الدليل. سيوفر هذا الاستحواذ عروض بحث إضافية للموظفين داخل مساحة عمل سلاك.

## الاستقبال
اشترك 8000 عميل في الخدمة خلال 24 ساعة من إطلاقها في أغسطس 2013. في فبراير 2015، ذكرت الشركة أن ما يقرب من 10000 مستخدم نشط يوميًا قد سجلوا كل أسبوع، ولديهم أكثر من 135000 عميل مدفوع موزعين على 60.000 فريق. بحلول أبريل 2015، نمت هذه الأرقام إلى 200000 مشترك مدفوع وما مجموعه 750.000 مستخدم نشط يوميًا. في أواخر عام 2015، تجاوز سلام أكثر من مليون مستخدم نشط يوميًا. اعتبارًا من مايو 2018، كان لدى سلاك أكثر من 8 ملايين مستخدم يوميًا، 3 ملايين منهم لديهم حسابات مدفوعة. في وقت ملء استمارة S-1 للاكتتاب العام، بتاريخ 26 أبريل 2019، أبلغ سلاك عن أكثر من 10 ملايين مستخدم نشط يوميًا من أكثر من 600000 مؤسسة، تقع في أكثر من 150 دولة.
في مارس 2015، كتبت صحيفة فاينانشيال تايمز أن سلاك كان أول تقنية أعمال انتقلت من العمل إلى الاستخدام الشخصي منذ مايكروسوفت أوفيس وبلاك بيري.
في عام 2017، تم تكريم سلاك كأفضل شركة ناشئة لهذا العام في حفل جوائز كرونشز، التي نظمتها تك كرانش.
حذرت مجموعة الحقوق الرقمية التابعة لـ مؤسسة الحدود الإلكترونية من أن " مخازن سلاك قادرة على قراءة جميع اتصالاتك، بالإضافة إلى معلومات التعريف لكل شخص في مكان عملك". بينما نثني على الشركة "لاتباعها العديد من أفضل الممارسات في الوقوف أمام المستخدمين" فيما يتعلق بطلبات البيانات الحكومية، مثل طلب مذكرة بشأن المحتوى المخزن على خادمها، ومنحها أربعة من أصل خمسة نجوم في عام 2017 "  انتقدت المؤسسة أيضًا سلاك "لمجموعة واسعة من الاستثناءات" لوعدها بإخطار المستخدمين بمثل هذه الطلبات، وأوجه القصور الأخرى في الخصوصية.

## نقد
تم انتقاد سلاك من قبل المستخدمين  لتخزين بيانات المستخدم حصريًا على خوادم سحابية تحت تحكم سلاك. تم العثور على هذه مشكلة خاصة للمستخدمين الذين لديهم فرق كبيرة، والذين واجهوا مشكلات في الاتصال داخل التطبيق، والوصول إلى الرسائل المؤرشفة، وعدد المستخدمين في «مساحة عمل» معينة.
تم انتقاد Slack أيضًا بسبب تغييره بأثر رجعي في 2018 لسياسة الخصوصية الخاصة به، مما يسمح بالوصول إلى جميع رسائل الدردشة العامة والخاصة من قبل مسؤولي مساحة العمل، دون الحاجة إلى موافقة من أي أطراف تستخدم التطبيق. وفقًا للسياسة، لن يتم إخطار مستخدمي سلاك عند الوصول إلى معلوماتهم.

## روابط خارجية
- الموقع الرسمي
- كتاب إلكتروني «كيفية استخدام Slack»
- سلاك كأداة وسائط اجتماعية